# Долина Валбони
Національний парк Долина Валбони (алб. Parku Kombëtar "Lugina e Valbonës") — природоохоронна зона, розташована на півночі Албанії, на території округу Тропоя в області Кукес, в 25-30 кілометрах на північний захід від міста Байрам-Цуррі.
Один з трьох національних парків Албанії, утворених 15 січня 1996 Постановою Ради міністрів № 102. Площа парку становить 80 квадратних кілометрів, займаних верхньою частиною долини річки Валбона в Північно-Албанських Альпах. На півночі парк простягається до кордону з Чорногорією, на заході межує з національним парком Теті (алб. Thethi), на сході — з природним резерватом Люмі та Гашіт. Перепад висот на території парку становить від 400 до 2692 метрів над рівнем моря. В схилах долини є численні печери, серед них — печера Драгобі, де завершив свій життєвий шлях національний албанський герой Байрам Цуррі.
Албанія, Чорногорія і Косово планують утворити в цій місцевості трьохнаціональну природоохоронну територію, так званий «Парк балканського світу».

## Флора
Серед дерев, які ростуть на території парку, зустрічаються бук європейський (Fagus sylvatica), сосна боснійська (Pinus heldreichii), сосна румелійська (Pinus peuce), сосна звичайна (Pinus silvestris), каштан їстівний (Castanea sativa), горіх волоський (Juglans regia) , яблуня лісова (Malus sylvestris) та інші.

## Фауна
Серед великих ссавців, що населяють територію парку, зустрічаються бурий ведмідь (Ursus arctos), вовк (Canis lupus), рись звичайна (Felis lynx), європейська козуля (Capreolus capreolus), сарна (Rupicapra rupicapra), кабан (Sus scrofa).

## Галерея

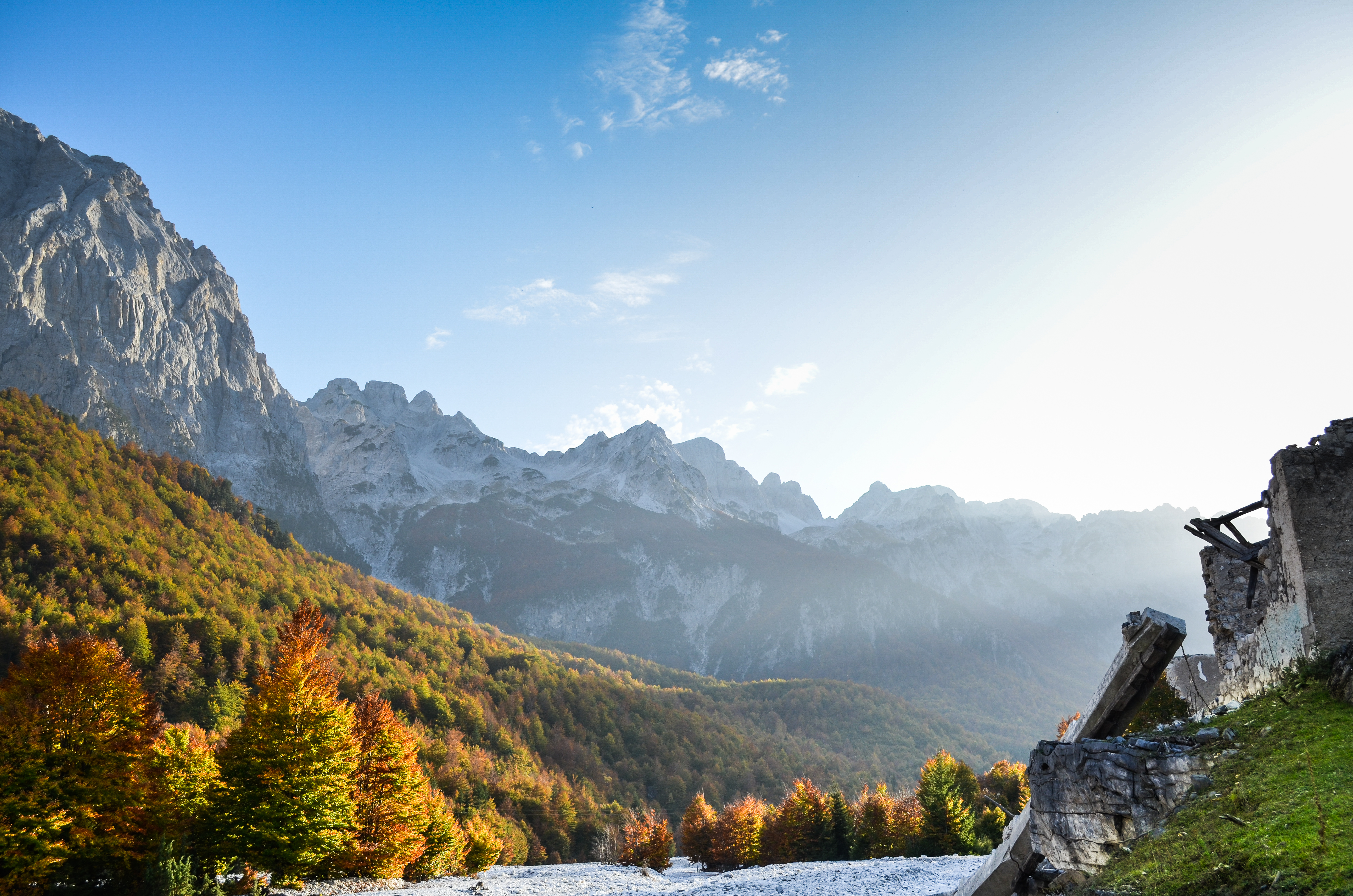
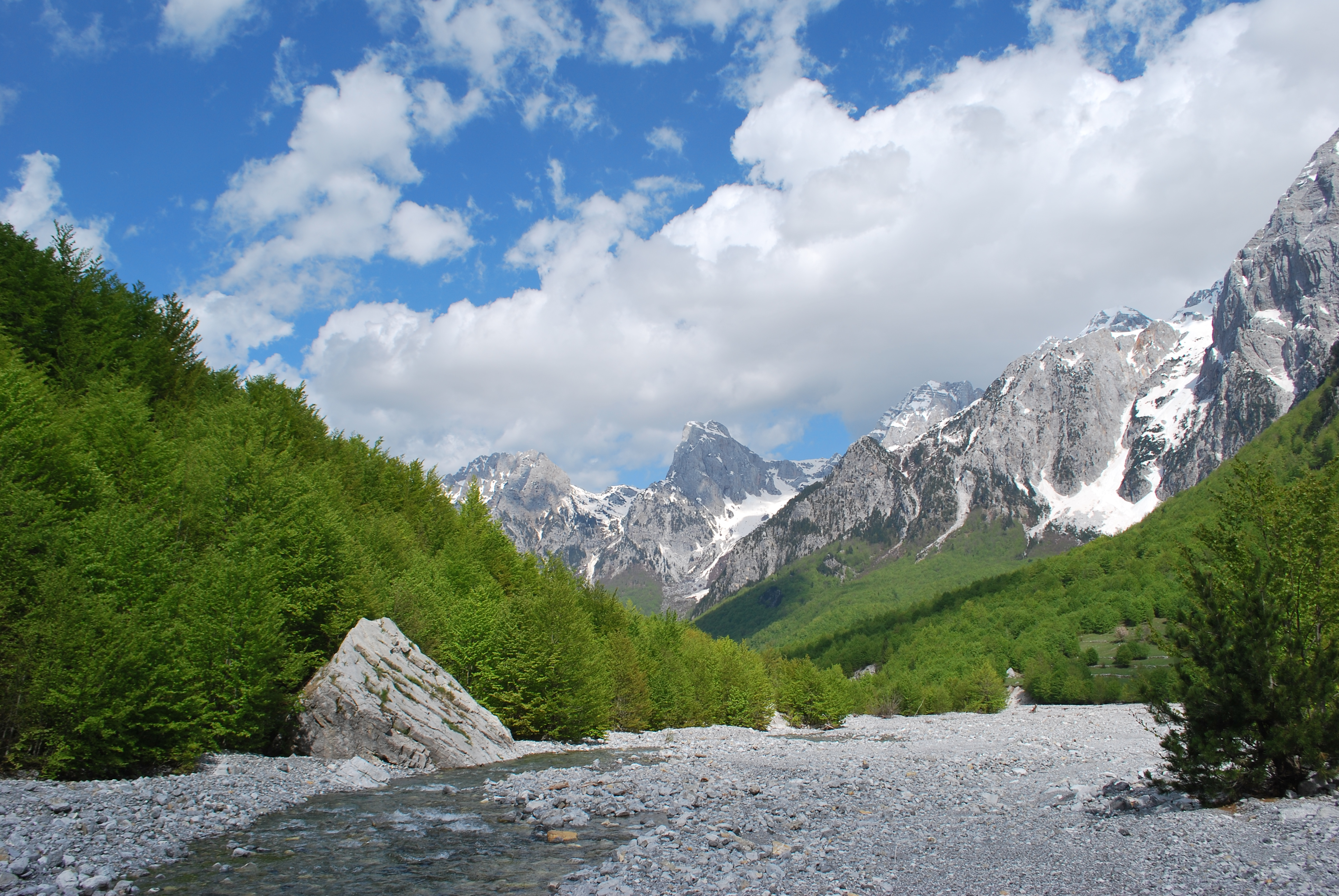
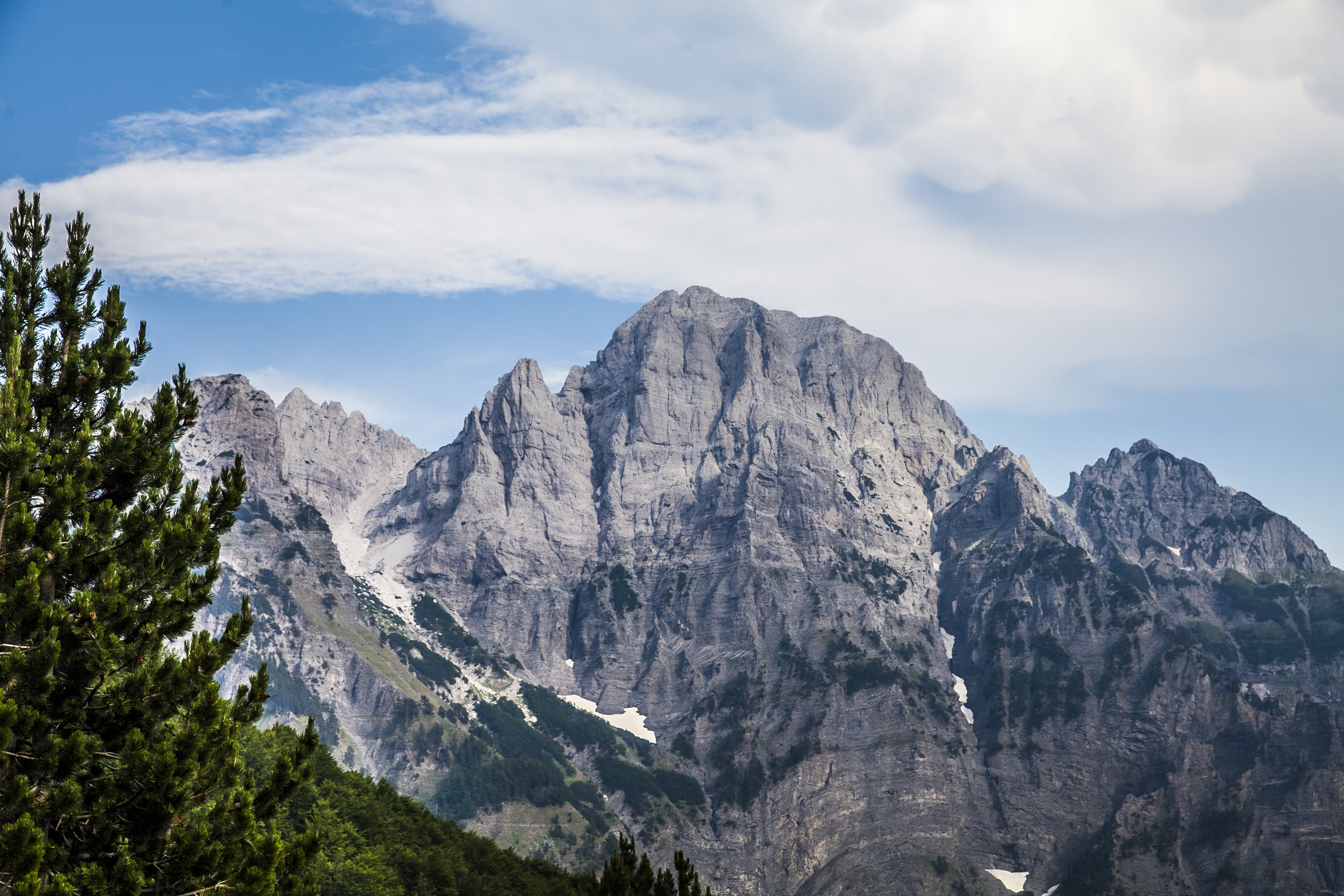
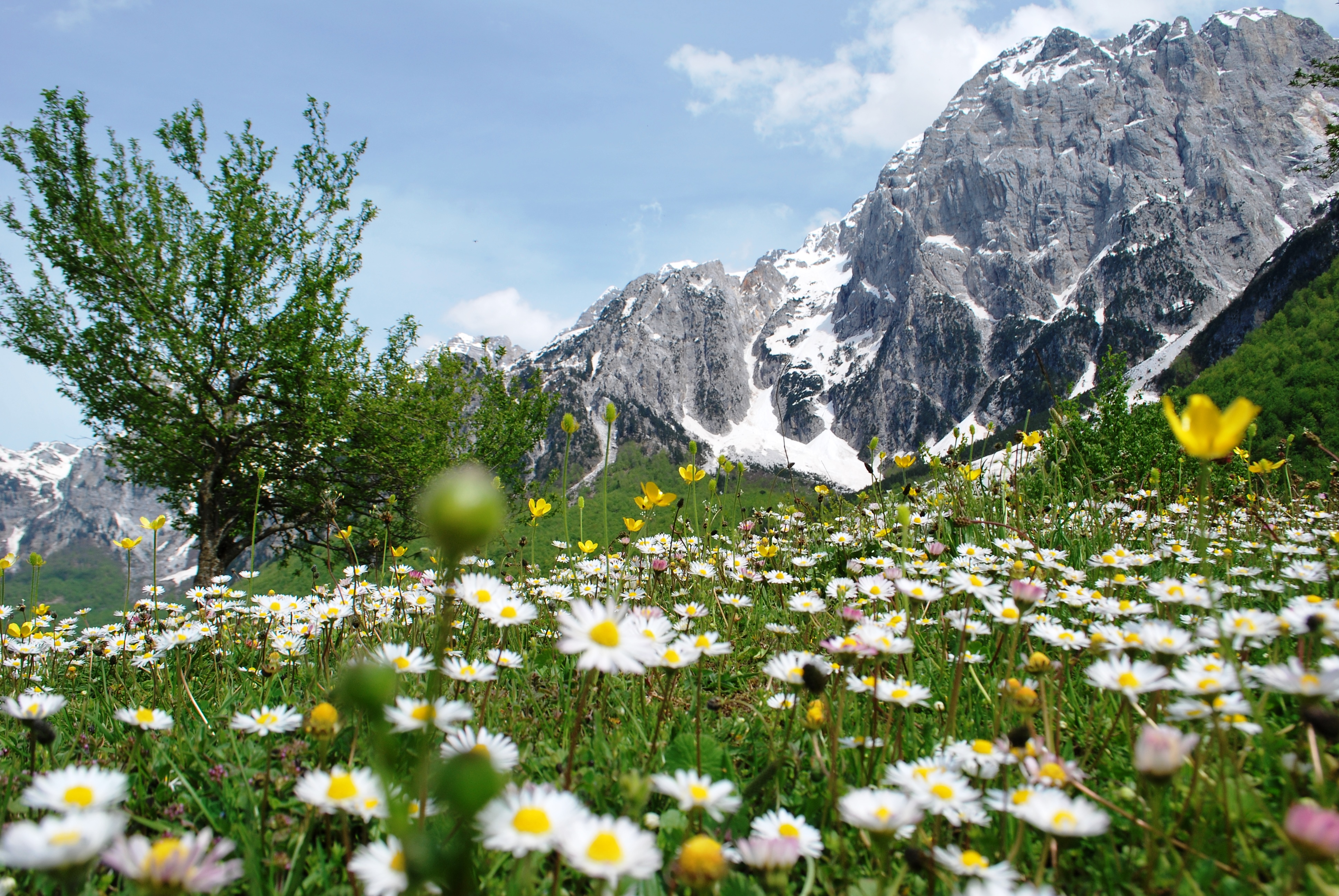
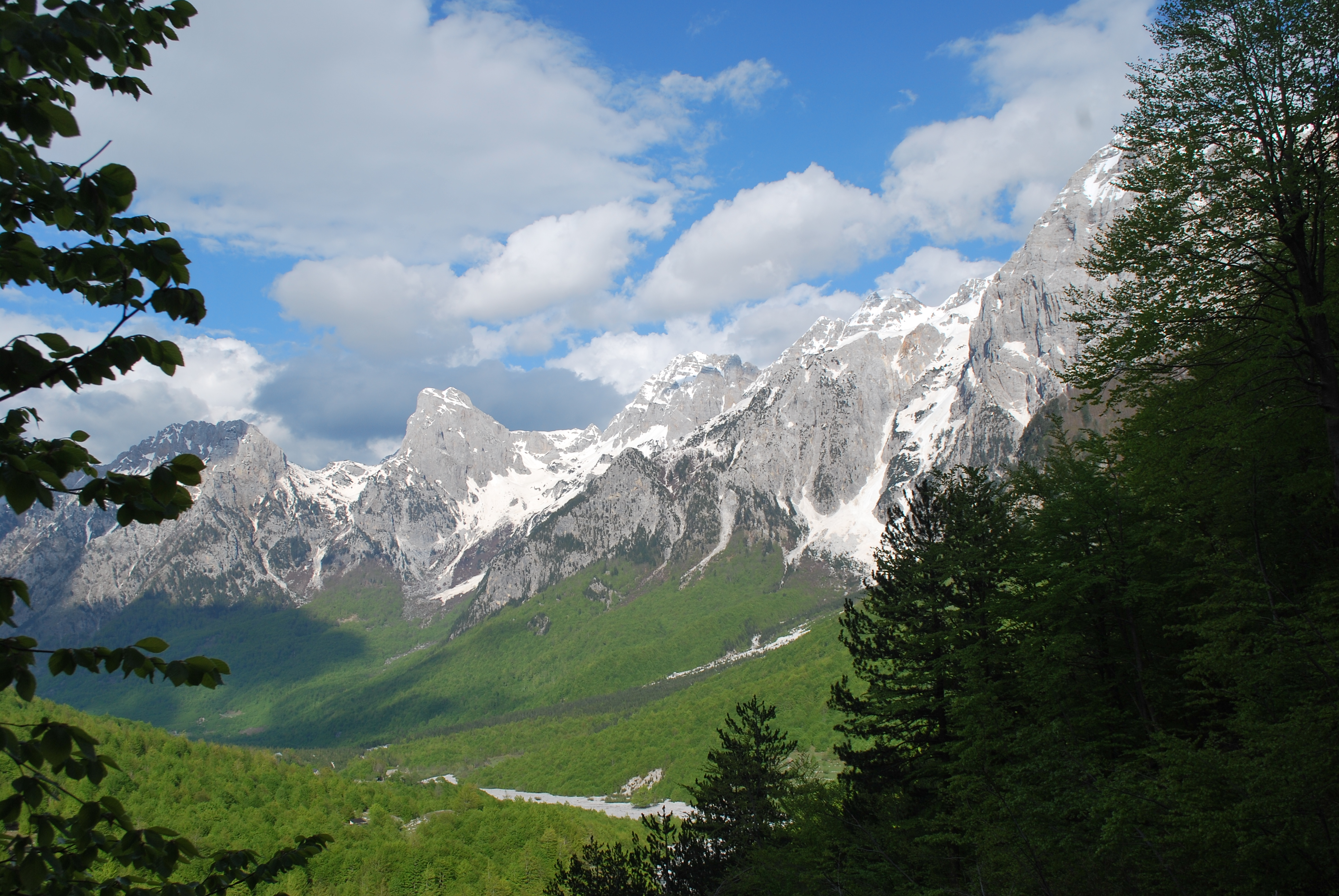

| Албанія | Це незавершена стаття з географії Албанії. Ви можете допомогти проєкту, виправивши або дописавши її. |

1. 1 2  Nationally designated areas (CDDA)